# بيل أوكوان
بيل أوكوان (بالإنجليزية: Bill Aucoin)‏ هو مدير ومدير مواهب ووكيل مواهب أمريكي، ولد في 29 ديسمبر 1943 في آير ‏ في الولايات المتحدة، وتوفي في 28 يونيو 2010 في أفينتجورا في الولايات المتحدة بسبب سرطان البروستاتا.

## وصلات خارجية
- الموقع الرسمي
- بيل أوكوان على موقع IMDb (الإنجليزية)